# The Quintessential Quintuplets (film)
Pour la série de manga et l'anime, voir The Quintessential Quintuplets.
The Quintessential Quintuplets (映画 五等分の花嫁, Eiga Go-Tōbun no Hanayome) est un film japonais basé sur la série de manga The Quintessential Quintuplets créé par Negi Haruba et est la suite de la série animée The Quintessential Quintuplets (2019–2021). Produit par Bibury Animation Studios et distribué par Pony Canyon, le film est dirigé par Masato Jinbo d'après un script écrit par Keiichirō Ōchi et les stars Yoshitsugu Matsuoka, Kana Hanazawa, Ayana Taketatsu, Miku Itō, Ayane Sakura, et Inori Minase.
Une suite de l'anime a été annoncée en mars 2021, suivie de la confirmation du projet en tant que film en avril. Le casting et le personnel du film ont été révélés respectivement en octobre et en décembre 2021.
Le film Quintessential Quintuplets est sorti au Japon le 20 mai 2022. Le film a rapporté plus 16 millions de dollars au box-office japonais et a reçu des nominations aux Newtype Anime Awards.

## Prémisse
Futaro Uesugi, un élève de troisième année du secondaire qui travaille à temps partiel comme tuteur pour les quintuplés de la famille Nakano : Ichika, Nino, Miku, Yotsuba et Itsuki. il les invite dans son école pour le premier jour du festival scolaire, il a une importante l'annonce à leur faire.

## Doublage
- Yoshitsugu Matsuoka dans le rôle de Futaro Uesugi[2]
- Kana Hanazawa dans le rôle de Ichika Nakano[3]
- Ayana Taketatsu dans le rôle de Nino Nakano[4]
- Miku Itō dans le rôle de Miku Nakano[5]
- Ayane Sakura dans le rôle de Yotsuba Nakano[6]
- Inori Minase dans le rôle de Itsuki Nakano[7]

## Production
L'équipe de la deuxième saison de The Quintessential Quintuplets a révélé en mars 2021 que la production d'une suite avait commencé. La suite a été confirmée comme étant un film en avril 2021. Cela servirait de conclusion à toute la série animée. Pony Canyon a été révélé comme étant le distributeur du film en octobre 2021. Ce mois-là, Yoshitsugu Matsuoka, Kana Hanazawa, Ayana Taketatsu, Miku Itō, Ayane Sakura et Inori Minase devaient reprendre leurs rôles de voix respectifs en tant que Futaro Uesugi et les quintuplés Nakano de la série animée. En décembre 2021, Masato Jinbo a été révélé en tant que réalisateur, Keiichirō Ōchi en tant que scénariste, Masato Katsumata en tant que character deseigner, Akihito Ougiyama en tant que directeur artistique, Aiko Matsuyama en tant que responsable des couleurs, Daisuke Chiba en tant que directeur de la photographie et Mutsumi Takemiya en tant que monteur du film à Bibury Animation Studios.

## Musique
Il a été confirmé que Hanae Nakamura et Miki Sakurai composaient le film The Quintessential Quintuplets en décembre 2021. Les quintuplés de la famille Nakano, comprenant les comédiennes vocales des quintuplés, ont interprété le thème musical du film "The Tracks of the Quintuplets" (五等分の軌跡, Go-Tōbun no Kiseki)  et le thème musical de fin "The Quintessential Quintuplets: Thank You Flowers" (五等分の花嫁～ありがとうの花～, Go-Tōbun no Hanayome: Arigatō no Hana). La bande originale et le CD The Tracks of the Quintuplets EP (五等分の軌跡 EP, Go-Tōbun no Kiseki EP), qui comprend les deux thèmes musicaux et la chanson d'introduction "Love☆Vacation" (ラブ☆バケーション, Rabu☆Bakēshon), sont sortis au Japon par Anchor Records et Pony Canyon, respectivement, le 25 mai 2022,.

## Commercialisation
Une bande-annonce annonçant la production de la suite de la série animée The Quintessential Quintuplets et un teaser visuel ont été publiés en mars 2021. Le premier visuel du film The Quintessential Quintuplets a été publié en octobre 2021. Le film a reçu sa première bande-annonce et le deuxième visuel clé en décembre 2021. En février 2022, Mages a annoncé un jeu vidéo basé sur le film intitulé The Quintessential Quintuplets Movie: Five Memories of My Time with You (映画「五等分の花嫁」～君と過ごした五つの思い出～, Eiga Gotōbun no Hanayome ~Kimi to Sugoshita Itsutsu no Omoide~), qui est sorti au Japon sur PlayStation 4 et Nintendo Switch le 2 juin. En mars 2022, Weiß Schwarz a annoncé un nouvel ensemble de cartes à collectionner basé sur le film pour une sortie le 9 septembre au Japon, mais il a été déplacé au 16 septembre. Le troisième visuel et la deuxième bande-annonce du film sont sortis en mars 2022,. Le volume 14.5 du manga, qui comprend un chapitre bonus se déroulant après les événements de la fin originale, a été annoncé en avril 2022 comme un cadeau pour les cinéphiles lors de la première du film.

## Sortie

### Cinéma
Le film Quintessential Quintuplets est sorti dans 108 salles au Japon le 20 mai 2022,, avec 91 salles ajoutées le 29 juillet. Au Festival du film Odex, l'entreprise ont projetés le film à Singapour du 2 au 4 septembre 2022, et en Malaisie les 3-4 et 10-11 septembre.

### Médias physiques
Le film Quintessential Quintuplets devrait sortir sur Blu-ray et DVD au Japon le 21 décembre 2022. Ils incluent la version colorisée du "Volume 0" du manga The Quintessential Quintuplets.

## Accueil du film

### Box-office
À la date du 14 octobre 2022, le film Quintessential Quintuplets a rapporté 16,2 million de dollars au Japon et 392 856 $ dans les autres pays, pour un total de 16,6 million de dollars.
Le film a rapporté 390 millions de ¥ (3,05 millions de $) lors de son week-end d'ouverture au Japon, se classant deuxième au box-office. Lors de son deuxième week-end, le film a rapporté 216 millions de ¥ (1,68 million de $) et s'est classé à la troisième place au box-office. Le film a atteint la barre du milliard de yens au box-office après avoir obtenu 133 millions de ¥ (1 million de $) lors de son troisième week-end et s'est classé à la quatrième place. Au cours des 26 jours qui ont suivi la sortie du film, un million de billets auraient été vendus. Le film a atteint les deux milliards de yens lors de son neuvième week-end, devenant ainsi le cinquième film d'animation japonais de 2022 à réaliser cet exploit.

### Critiques
La société japonaise de critiques et d'enquêtes Filmarks a rapporté que le film The Quintessential Quintuplets avait une note de 4,15 sur 5, basée sur 520 critiques, plaçant le film au premier rang de son classement de satisfaction du jour de sortie.
Daryl Harding de Crunchyroll a fait l'éloge du film The Quintessential Quintuplets pour son animation, sa musique sonore et sa production, mais a critiqué les parties "précipitées" de l'histoire, en particulier la fin. Kim Morrissy de Anime News Network a noté le film « B », estimant que la production du film avait fait « un travail impressionnant avec la préparation, en suspendant les cinq fins d'une manière qui les rend toutes plausibles sans déprécier la résolution éventuelle ». Cependant, Morrissy a trouvé que la fin « finit par prendre trop de temps ».